# Metromaterieel M7
Het metromaterieel M7 is een serie metrotreinstellen van de Amsterdamse metro. Dit type is op 28 februari 2023 in gebruik genomen en zal naar verwachting minimaal 30 jaar in dienst blijven.
Met een lengte van drie bakken (samen bijna 60 meter) is een stel M7 half zo lang als één M5. Het  uiterlijk en interieur wijken hiervan slechts licht af ondanks verschillende fabrikanten. De bedoeling is om met dubbele stellen te rijden en in de rustige uren met een enkelvoudig stel, zodat overcapaciteit wordt voorkomen en onderhoud beter ingepland kan worden.
Het metromaterieel M7 doet dienst op de Oostlijn en de Ringlijn. Inzet op de Noord/Zuidlijn is vooralsnog niet voorzien. CAF leverde in 1996-1997 ook de 37 metrostellen serie M4/S3 voor de Ringlijn en won in 2016 ook de aanbesteding voor de fabricage van het Amsterdams trammaterieel serie 15G.

## Beschrijving

### Reden van aanschaf
De volgende redenen maken de aanschaf van nieuw metromaterieel voor Amsterdam op korte termijn noodzakelijk:
1. vervanging van de 25 uit 1990 en 1993-1994 daterende sneltrams van de series S1 en S2 tussen 2021 en 2024;
2. vervanging van de 37 uit 1996-1997 daterende metro’s en sneltrams van de serie M4/S3 in 2027;
3. de reizigersgroei op het metronet sinds de opening van de Noord/Zuidlijn op 22 juli 2018;

Daarnaast ontstond, op aandringen van toenmalig wethouder van Verkeer, Vervoer en Infrastructuur, in 2012 de wens om te beschikken over een gemengde vloot van lang (116 meter, zes rijtuigbakken, serie M5/M6) en halflang materieel (maximaal 61 meter, drie rijtuigbakken). De capaciteit van twee gekoppelde M7-stellen in treinschakeling is gelijk aan die van een M5/M6-stel. Als gevolg hiervan is afgezien van de aanschaf van extra stellen serie M5/M6 nadat vijf stellen uit de optie van 12 waren afgeleverd. Het eerste jaar na indienststelling in 2023 werd uitsluitend met losse stellen M7 gereden, vanaf 2024 rijden er ook gekoppelde stellen.

### Aanschafhistorie
In augustus 2016 stelden de Stadsregio Amsterdam en GVB het Programma van Eisen op waaraan deze metro’s moeten voldoen.
In eerste instantie ging men uit van een voertuig van maximaal 61 meter lang en 3 meter breed, met een capaciteit van ca. 450 passagiers (waarvan ten minste 75 zitplaatsen), dat ook gekoppeld kan rijden. Inrichting en vormgeving van het treinstel moeten aansluiten op de vormgeving van de M5/M6. Het uiterlijke ontwerp van de M5/M6 bevat verwijzingen naar de eerste metrovoertuigen van Amsterdam. Met deze keuzes dacht men behoefte te hebben aan tussen de 25 en 30 treinstellen. De precieze omvang van 30 stuks is in december 2016 vastgesteld. De aanbesteding is gestart in januari 2017. Het eerste treinstel 163 werd op 23 augustus 2021 afgeleverd en het laatste van de eerste levering 192 op 28 november 2024. 
In september 2016 besloot het Dagelijks Bestuur van de Stadsregio Amsterdam aanvullend onderzoek te doen naar de aanschaf van materieel met een lengte van 80 meter, omdat materieel van deze lengte na analyse door GVB en Stadsregio in bepaalde scenario’s efficiënter bleek te zijn dan materieel van 60 meter. Indien men, nadat het onderzoek gereed was, daadwerkelijk had besloten tot aanschaf van 80 meter lang materieel, had dat tot vertraging geleid in de planning. Daarom werden de voorbereidingen voor de aanbesteding voortgezet met materieel van 60 meter lang als uitgangspunt.
Op 30 april 2018 maakte het vervoerbedrijf GVB bekend dat de Spaanse spoorwegfabrikant CAF geselecteerd is als leverancier na een aanbestedingsprocedure die in 2017 startte. Met de order voor 30 metro's is een bedrag van 225 miljoen euro gemoeid. Daarnaast is een optie genomen op maximaal 30 stuks extra.
Op 11 juli 2024 werd bekendgemaakt dat GVB een deel van die optie voor extra stellen licht en 11 tot 13 stellen bestelt. Het precieze aantal zal bepaald worden door de uitkomst van onderzoek naar twee beschadigde M5-stellen, waarvan men nog moet beslissen of deze hersteld of vervangen wordt. In het laatste geval worden 13 M7 besteld, anders 11.

## Toekomst
De M7 dient voorbereid te zijn op Automatische treinbesturing.
Daarnaast dient de M7 geschikt te zijn voor toepassing van perrondeuren. Wanneer dat zou gebeuren kunnen deze treinstellen niet meer gekoppeld rijden op trajecten waar ook het M5/M6 materieel rijdt. Vanwege de verspringing die ontstaat ter plaatse van de koppeling komen de deuren van een gekoppelde trein niet goed uit met de positie van de eventuele perrondeuren. Daarom is in de aanbesteding ook rekening gehouden met een mogelijke toekomstige verlenging van deze treinstellen met extra rijtuigbakken tot een lengte van maximaal 123 meter.
In maart 2018 bleek dat verkeerd geplaatste stootblokken op het eindstation Centraal Station van de Oostlijn het onmogelijk maken met twee gekoppelde M7-stellen te halteren. Ook inzet van gekoppelde M7-stellen op de Noord/Zuidlijn is vooralsnog niet mogelijk vanwege de te krappe positionering, op in ieder geval station Europaplein, van de rookschermen die in geval van brand naar beneden komen. De Dienst Metro en Tram onderzoekt welke aanpassingen er nodig zijn en welke kosten die met zich meebrengen.